# 내 친구 몬덕이
《내 친구 몬덕이》는 2021년 4월 26일부터 2022년 1월 27일까지 방영된 EBS 1TV 유아·어린이 프로그램이다.

## 기획 의도
개정 누리과정에 입각한 커리큘럼을 개발하고, 신체활동/자연탐구/사회관계/예술경험의 영역을 연계편성되어 제작하는 놀이 중심의 유아 콘텐츠 프로그램이다.

## 방송 시간
| 방송 기간                         | 방송 시간                            |
| --------------------------------- | ------------------------------------ |
| 2021년 4월 26일 ~ 2022년 1월 27일 | 매주 월 ~ 목 오후 4:50 ~ 5:00 (본방) |

## 등장인물
- 몬덕이 (김래환)
- 끼토 (장인혜)
- 하늬 (이다혜)
- 초롱이 (김아롱)

## 요일별 코너

### 월요일
- 신체활동

### 화요일
- 자연탐구

### 수요일
- 사회관계

### 목요일
- 예술경험

## 같이 보기
- 한글용사 아이야